# Kosta Christitch
Kosta Christitch est un journaliste français.

## Biographie

### Carrière
Il a été journaliste au journal Le Monde où il a été chroniqueur judiciaire. 
Il a ensuite travaillé au magazine Le Point comme grand reporter et spécialiste des pays de l'Est et notamment de l'ex-Yougoslavie.
Il a traduit en français depuis le serbe. 
Il est président de l'assemblée laïque de l'Église serbe orthodoxe de Paris et vice-président du diocèse serbe d'Europe occidentale.

## Œuvres
- Les Faux Frères, Flammarion, 1996
- La Résistance serbe : chroniques, L'Âge d'homme, 1999
- Honneur et tromperie : chroniques, L'Âge d'homme, 200